# 巴西—維德角關係
巴西－維德角關係（葡萄牙語：Relações entre Brasil e Cabo Verde）是指巴西與維德角历史上与现代的双边外交關係。两国都是葡萄牙語圈的一部分，在葡萄牙殖民帝國时期就已经有所往来。佛得角独立后的1975年，巴西与佛得角建立大使级外交关系，此后双边关系友好顺利发展，2003年卢拉成为巴西总统以来，两国关系进一步加强。现今，巴西与佛得角亦通过在联合国、葡萄牙语国家共同体、77國集團等多個國際組織的合作交流加深了邦誼。

## 政治交流

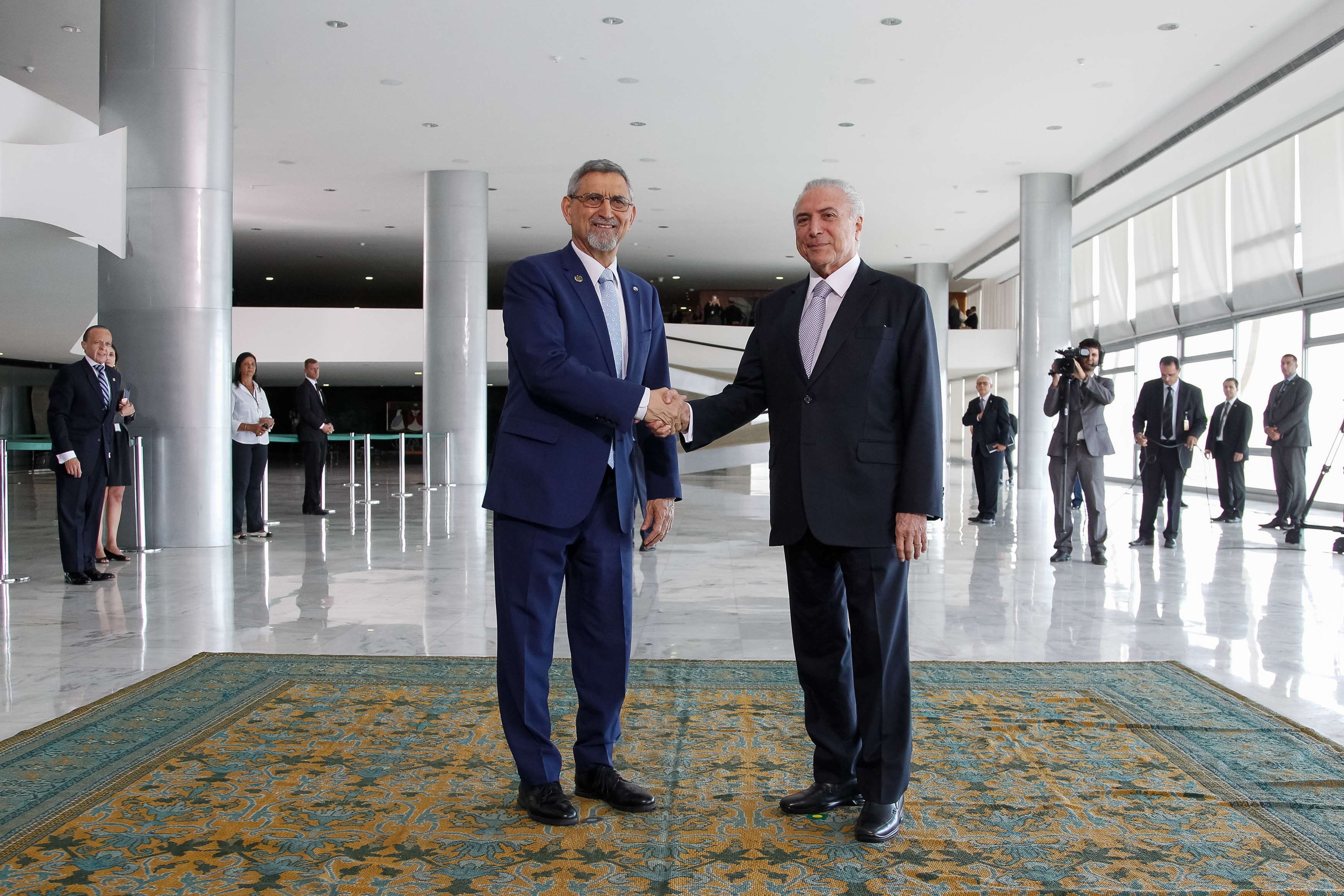
佛得角总统若热·卡洛斯·丰塞卡會見巴西總統米歇爾·特梅爾

在16世纪，巴西与維德角皆处于葡萄牙殖民帝国的统治下，当时，有一些巴西人被葡萄牙殖民政府任命为葡屬維德角的殖民官员。法兰西第一帝国期间，拿破仑占领葡萄牙王国本土，葡萄牙王室流亡巴西。1815年12月16日，葡萄牙-巴西-阿爾加維聯合王國成立，巴西由殖民地升格為王國，葡屬維德角开始处于巴西的直接统治下。1822年，巴西帝國脱离葡萄牙-巴西-阿爾加維聯合王國独立，巴西皇帝佩德罗一世有意愿并吞葡萄牙在非洲的殖民地，但遭到了英国与葡萄牙的联合反对。1825年11月15日，葡萄牙王国与巴西帝国签订《1825年里约热内卢条约》，承认巴西的独立。但其中第三款规定巴西帝国不得接受任何葡萄牙殖民地加入巴西。
随着奴隶贸易终结，加之欧洲列强进入非洲，巴西逐渐地疏远了与葡屬維德角的联系，转而加强与其他拉丁美洲国家、欧洲国家及美国的关系。在此期间，巴西与葡屬維德角的交流，更多地体现为巴葡关系的延伸；20世纪70年代以前的巴西更长期支持葡萄牙在非洲的殖民统治，并提出建立非洲-巴西-葡萄牙共同体。此时，巴西与葡萄牙政府签署了商业条约，葡萄牙也向巴西开放了葡屬維德角等地的海港。
1973年，石油危机爆发后，巴西转变了对葡萄牙殖民统治的对策，于1975年承认維德角的国家地位，又与该国建交。1979年，若昂·菲格雷多出任巴西总统后，采取平等互利、互相尊重、独立自主的外交政策，进一步加强与包括維德角在内的非洲国家之各领域联系。菲格雷多本人也在1983年11月访问佛得角，成为首位访问该国的巴西总统，这一次访问也是巴西总统对非洲的首次正式访问。而佛得角也采取与巴西等葡语国家加强各领域合作的外交政策，该国历代总统皆曾访问巴西，其中首任总统阿里斯蒂德斯·马里亚·佩雷拉就曾1985、1987、1990年三度出访巴西。1996年，巴西、佛得角等国更共同成立了葡萄牙语国家共同体。但在此期间，巴西仍然将美国作为外交政策的中心，巴西、佛得角关系还是相对冷淡。
2003年，卢拉上台后，巴西重新加强了与維德角等非洲国家的联系。在任期间，巴西政府积极与佛得角发展经贸合作，又在普拉亚设立巴西文化中心，提高巴西在当地的影响力，卢拉自己也曾于2004年、2010年两度出访佛得角，卢拉政府对非合作的贡献也得到了佛得角总统佩德羅·皮雷斯的赞许。

## 经贸关系
巴西在16世纪就与包括葡属佛得角在内的葡属非洲各殖民地建立了经济联系。巴西生产的烟草、蔗糖等产品也开始输入当地。佛得角脱离葡萄牙独立后，两国的经贸交流得到了一定增强。1986年，巴西总统若泽·萨尔内访问佛得角期间，两国签署首份贸易协定。
佛得角为海岛国家，粮食不能自给、工业基础薄弱，长期处于贸易逆差。进入21世纪以来，巴西与佛得角的贸易联系显著加强。据经济复杂性研究中心统计，2020年，巴、几比双边贸易额约为2750.2万美元，其中绝大部分为巴西出口，主要出口大米、蔗糖、石油制品等商品。而佛得角仅向巴西出口了2.11万美元。

## 人文交流

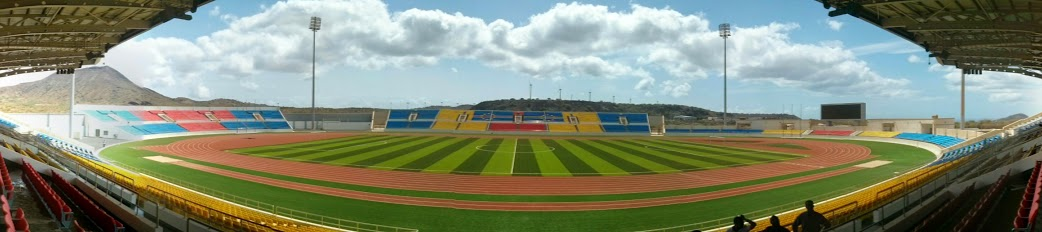
佛得角国家体育场，2023年被命名为“贝利体育场”

巴西、維德角两国都是葡萄牙語圈的一部分，在葡萄牙殖民帝國时期就已经有人文往来。佛得角海外侨民众多，其中也不乏移民巴西者。巴西文化也在一定程度上受到了佛得角文化的影响。1977年，两国就缔结了第一个合作条约，两年后，双方又签订文化合作条约，为人文交流的深化提供了法理依据。
自卢拉执政以来，巴西加强了与維德角的人文交流，不仅在維德角开设巴西文化中心，推广巴西文化，也开设非洲葡语国家国际电视台，提高巴西在当地的影响力。在教育上，巴西也向維德角提供了大量人员培训机会及教育合作项目。2010年，巴西政府更成立葡非巴联合联邦大学，招收維德角等非洲国家的留学生。现今維德角也是向巴西派遣留学生最多的国家之一，该国每年也向巴西派遣百名以上的留学生。此外，佛得角军人与外交官也时常前往巴西接受培训。自2013年以来，巴西高等教育中心学者开始为佛得角提供服务，并在佛得角大学开设农业学课程，以提高该国的教学水平。巴西也多次为佛得角提供人道主义援助。通过“减少贫困与饥饿基金”向佛得角提供农业、安全饮用水等方面的经费、技术援助。
2023年1月，佛得角政府决定将该国的国家体育场重新命名为“贝利体育场”，以纪念巴西足球运动员贝利。该国也成为首个响应国际足球联合会主席詹尼·因凡蒂诺之号召，将国内其中一座体育场以贝利命名的国家。

## 引用
1. ↑  徐国庆（2012年），第136页
2. ↑  Alan（1951年）
3. ↑  徐国庆（2012年），第136-137页
4. ↑  贺双荣（2011年）
5. 1 2 3 4 5  外交部（2022年）
6. ↑  徐国庆（2012年），第138页
7. 1 2  徐国庆（2012年），第143-145页
8. 1 2 3  BBC（2010年）
9. ↑  王涛等（2021年）
10. ↑  商务厅（2015年），第11-14页
11. ↑  OEC（2023年）
12. ↑  商务厅（2015年），第4页
13. ↑  Dias（2010年）
14. ↑  徐国庆（2012年），第142页
15. ↑  徐国庆（2012年），第146-151页
16. ↑  徐国庆（2014年）
17. ↑  邓莉（2013年）
18. ↑  BBC（2023年）
19. ↑  InsidetheGames（2023年）